# Nico Arts
Nico M. A. Arts (Eindhoven, 1954) is een Nederlands archeoloog. 

## Loopbaan
Arts studeerde culturele antropologie in Leiden en pre- en protohistorie aan de Universiteit van Amsterdam.
Als scholier en later als student deed hij veel onderzoek naar het einde van de oude steentijd en de midden steentijd, met name in het zuiden van Nederland. Met dit onderzoek kwam hij regelmatig nationaal in het nieuws, onder meer door de reconstructie van het jaarlijkse migratiepatroon van prehistorische rendierjagers en de ontdekking en opgraving van een Magdalenien nederzetting in Sweikhuizen (Zuid-Limburg). Hij werkte veel samen met zijn mede-student Jos Deeben. 
In de jaren 1989-2020 was hij stadsarcheoloog van de gemeente Eindhoven. Arts gaf vele lezingen over de archeologie en geschiedenis van die stad en was in 2008 betrokken bij de manifestatie rond de middeleeuwse kroniek Florarium Temporum. Hij gaf leiding aan meer dan honderd opgravingen, onder meer in het centrum van de gemeente, op de terreinen van klooster Mariënhage en het Kasteel van Eindhoven, op het 18 Septemberplein (waar zich de Woenselse Poort bevond), en de resten van de middeleeuwse Sint-Catharinakerk, voorloper van de huidige Catharinakerk. De resultaten van die opgravingen zijn beschreven in verschillende boeken en tal van artikelen. In juni 2020 promoveerde hij aan Tilburg University. Zijn proefschrift gaat over het landschap, de geschiedenis en de archeologie van Eindhoven en omgeving waarin een synthese wordt gegeven over de resultaten van de opgravingen voor zover die de jaren circa 1100-1650 betreffen. Begin augustus 2020 ging hij met pensioen, sindsdien werkt hij aan het wetenschappelijk onderzoek van de archeologie van de steentijd en de late middeleeuwen en de publicatie ervan.
- Digitale Bibliotheek voor de Nederlandse Letteren: arts002
- Gemeinsame Normdatei: 142804444
- International Standard Name Identifier: 0000 0001 0737 6359
- Library of Congress Control Number: nr2001042258
- Nederlandse Thesaurus van Auteursnamen: 07220222X
- Système universitaire de documentation: 121377989
- Virtual International Authority File: 66400051
- WorldCat: E39PBJfcJBDCxTrRxKc43YvJXd